# VI. Balduin flamand gróf
VI. Balduin (kb. 1030 – 1070. július 17.) flamand nemesúr, 1067-től Flandria grófja. Felesége, Richilde de Hainaut révén 1055-től Hainaut grófja.

## Élete
Apja V. Lillei Balduin flamand gróf, anyja Adele de France, II. Róbert francia király lánya. Balduint apja III. Henrik német-római császár udvarába küldte nevelkedni, utóbbi 1045-ben megtette Antwerpen őrgrófjává. Apja 1046-ban részt vett a lotaringiai felkelésben III. Gottfried alsó-lotaringiai herceg szövetségeseként, aminek következményeként 1050-ben Balduin elvesztette Antwerpent.
1051-ben feleségül vette Hermann hainaut-i gróf özvegyét és 1055-ben felesége jogán (de iure uxoris) felvette az Hainaut grófja címet és ezt a második házasságból származó gyermekek is örökölték. 1067-ben apja halála után VI. Balduin néven örökölte a Flamand grófságot.
Házasságát a császár, III. Henrik ellenezte és részben ezért, részben a házastársak közeli rokonsága miatt Engelbert cambrai püspök kiközösítette Balduint és Richilde-t. A kiközösítést később maga a pápa, IX. Leó oldotta fel.
Balduin 1070-ben megpróbálta gyermekeinek öröklését biztosítani, amikor öccsét, Fríz Róbertet megeskette, hogy támogatja fiait. Az Oudernarde városában tartott gyűlésen idősebb fiának, Arnulfnak juttatta Flandriát, akinek Róbert volt a gyámja nagykorúságának eléréséig. Kisebbik fia, Balduin, Hainaut grófságát kapta meg anyja, Richilde gyámsága alatt. Ennek ellenére VI. Balduin 1070-ben bekövetkezett halála után Fríz Róbert felkelést indított Balduin fia és örököse, III. Arnulf ellen. Richilde támogatókat keresett a Róbert elleni küzdelemhez, azonban az 1071-es casseli csatában mind Arnulf, mind Richilde harmadik férje, William FitzOsbern elesett, és maga Richilde is fogságba került. Kiszabadulása után kisebbik fiához, II. Balduin hainaut-i grófhoz csatlakozott Hainaut grófságában.
VI. Balduint a hasnoni apátságban temették el.

## Családja és leszármazottai
Felesége Richilde de Egisheim (? – 1086. március 15.), feltehetően Regnier de Hasnon lánya. Richilde tényleges származására számos utalás található a forrásokban: a Chronicon Hanoniense szerint a korábbi valenciennes-i gróf utóda és örököse. A Flandria Generosa szerint Richilde IX. Leó pápa rokona volt, amikor beszámolt arról, hogy Engelbert, Cambrai püspöke kiátkozta Balduint második házassága miatt, de a pápa feloldotta büntetését. Richilde első férje Hermann hainaut-i gróf volt, akinek halála után Richilde örökölte a grófi címet és ezt 1055-ben Balduin is megkapta. Richilde első házasságából származó fia, Roger (? – 1093), a feljegyzések szerint testi fogyatékos volt és a papi pályára lépett.
Richilde harmadik férje William FitzOsbern, Hereford 1. grófja, akivel Balduin halála után 1070-ben házasodtak össze.
Balduin és Richilde házasságából két gyermek ismert:
- Arnulf (1055 – 1071. február 22.)[9] Apja 1070-ben bekövetkezett halála után örökölte a flamand grófi címet III. Arnulf néven, de anyja uralkodott helyette, mint régens. Nagybátyja, Fríz Róbert felkelést indított ellene, és anyja harmadik férjétől, William FitzOsbern-től és I. Fülöp francia királytól érkező erősítés ellenére az 1071. február 22-én vívott casseli csatában vereséget szenvedett és életét vesztette.[10]
- Balduin (1056 – 1098)[9][11] Bátyja 1071-es halála után örökölte Hainaut grófságát II. Balduin néven, de Flandriát ekkor már Fríz Róbert uralta.
- ismeretlen lánygyermek (Ágnes?) (? – 1071 után). Az Annales Hanoniæ utal Hermann és Ritchilde lánygyermekére és megadja, hogy Benedek-rendi apáca lett belőle.[12] III. Arnulf flamand gróf azonban egy 1071-ben kiadott oklevelében Ágnes nővérére tesz utalást, vagyis elképzelhető, hogy a lánygyermek Balduin és Richilde házasságából származik.[13]